# エコノミックPER
エコノミックPER (ECONOMIC PER) は、ドイツ銀行グループのクロッキーモデルにより計算される投資指標の名称である。

## 概要
株価水準を評価する投資指標としては、PER（株価収益率）やPBR（株価純資産倍率）が広く活用されているが、これらの投資指標は企業の会計データを基に算出されている。しかしながら、会計データは、会計というルールの枠内における計算の積み重ねであり、会計ルールのなかには様々な理由により経済実態との隔たりのあるものが存在する。
ドイツ銀行グループのクロッキーモデルは、客観的なデータ（アナリストの予想や企業の発表するの決算予想等主観的なデータは使用しない）と詳細なルールブックに基づいて、会計データを丁寧に見直し、経済データに構築し直している。構築された経済データを基に、資産倍率指標 (EV/NCI)、リターンの指標であるCROCI（投下資本に対する現金収益比率）、そして前者の後者に対する割合として計算される新しい投資指標、「エコノミックPER」が計算される。
エコノミックPERより、国・地域や業種の枠を越えた株価水準の比較が可能となる。